# Кульшин, Никита Валерьевич
Никита Валерьевич Кульшин (род. 17 марта 2000 года, Южная Осетия, Россия) — российский боец смешанных единоборств, представитель лёгкой весовой категории. Выступает на профессиональном уровне с 2020 года, известен по участию в турнирах престижной бойцовской организации ACA. Профессиональный рекорд ММА 5-0.

## Спортивные достижения
- Чемпионат мира по смешанным единоборствам (Манама 2019[1]) —
- Первенство России по смешанным единоборствам среди юниоров (Оренбург 2019[2]) —

## Статистика ММА
| Боёв 7          | Побед 7 | Поражений 0 |
| --------------- | ------- | ----------- |
| Нокаутом        | 3       | 0           |
| Сдачей          | 1       | 0           |
| Решением        | 3       | 0           |
| Ничьи           | 0       | 0           |
| Не состоявшихся | 0       | 0           |

| Результат | Рекорд | Соперник              | Способ                     | Турнир                               | Дата            | Раунд | Время | Место | Примечание         |
| --------- | ------ | --------------------- | -------------------------- | ------------------------------------ | --------------- | ----- | ----- | ----- | ------------------ |
| Победа    | 5-0    | Юлиано Пресцендо      | Решением (единогласным)    | LFA 172                              | 17 ноября 2023  | 3     | 5:00  |       |                    |
| Победа    | 4-0    | Джовани Круз Кордейро | Нокаут                     | LFA 156                              | 14 апреля 2023  | 1     | 0:17  |       |                    |
| Победа    | 3-0    | Сархан Гулиев         | Решением (единогласным)    | ACA Young Eagles 21                  | 11 октября 2021 | 3     | 5:00  |       |                    |
| Победа    | 2-0    | Азамат Тапасханов     | Сабмишном (удушение сзади) | OFC 4 - Open Fighting Championship 4 | 22 мая 2021     | 1     | 2:08  |       |                    |
| Победа    | 1-0    | Абубакар Темиргереев  | Решением (единогласным)    | ACA Young Eagles 14                  | 14 ноября 2020  | 3     | 5:00  |       | Дебют в проф. ММА. |